# Накусан
Накусан (перс. نقوسان) — село в Ірані, у дегестані Базарджан, у Центральному бахші, шагрестані Тафреш остану Марказі. За даними перепису 2006 року, його населення становило 316 осіб, що проживали у складі 149 сімей.

## Клімат
Середня річна температура становить 10,79 °C, середня максимальна – 29,48 °C, а середня мінімальна – -10,54 °C. Середня річна кількість опадів – 243 мм.
| Клімат поселення                              | Клімат поселення | Клімат поселення | Клімат поселення | Клімат поселення | Клімат поселення | Клімат поселення | Клімат поселення | Клімат поселення | Клімат поселення | Клімат поселення | Клімат поселення | Клімат поселення | Клімат поселення |
| Показник                                      | Січ.             | Лют.             | Бер.             | Квіт.            | Трав.            | Черв.            | Лип.             | Серп.            | Вер.             | Жовт.            | Лист.            | Груд.            |                  |
| Середній максимум, °C                         | 4,68             | 6,27             | 10,17            | 17,00            | 22,16            | 27,97            | 29,48            | 29,07            | 24,41            | 18,11            | 11,48            | 5,80             |                  |
| Середня температура, °C                       | −2,93            | −1,33            | 2,56             | 9,39             | 14,54            | 20,37            | 24,24            | 23,82            | 19,15            | 12,88            | 6,23             | 0,58             |                  |
| Середній мінімум, °C                          | −10,54           | −8,95            | −5,05            | 1,80             | 6,94             | 12,76            | 19,00            | 18,59            | 13,94            | 7,63             | 1,00             | −4,67            |                  |
| Норма опадів, мм                              | 33               | 34               | 46               | 35               | 29               | 4                | 1                | 1                | 0                | 9                | 20               | 31               |                  |
| Середньомісячна швидкість вітру, м/с          | 1.54             | 2.30             | 3.01             | 3.00             | 2.51             | 2.32             | 2.35             | 2.20             | 2.08             | 2.07             | 1.77             | 1.37             |                  |
| Середньомісячна сонячна радіація, кДж/м²·день | 9093             | 12064            | 14712            | 18199            | 22223            | 26753            | 26068            | 24005            | 20791            | 15298            | 10981            | 8887             |                  |
| --------------------------------------------- | ---------------- | ---------------- | ---------------- | ---------------- | ---------------- | ---------------- | ---------------- | ---------------- | ---------------- | ---------------- | ---------------- | ---------------- | ---------------- |
| Джерело:                                      |                  |                  |                  |                  |                  |                  |                  |                  |                  |                  |                  |                  |                  |